# Liste der Staatsoberhäupter 387
Übersicht
◄◄ | ◄ | 383 | 384 | 385 | 386 | Liste der Staatsoberhäupter 387 | 388 | 389 | 390 | 391 | ► | ►►

Weitere Ereignisse

## Afrika
- Aksumitisches Reich
  - König: Ouazebas (ca. 385–ca. 395)

## Amerika
- Maya
  - Tikal
    - König: Yax Nuun Ayiin I. (379–410)

## Asien
- Armenien
  - König: Arsakes III. (379–389)

- China
  - Kaiser der Jin-Dynastie: Xiàowǔ (372–396)
  - Nördliche Wei-Dynastie: Dao Wu (386–409)
  - Sechzehn Reiche:
    - Frühere Qin: Fu Deng (385?–394)
    - Spätere Qin: Yáo Cháng (384–393)
    - Spätere Yan: Mùróng Chuí (384–396)
    - Westliche Qin: Qǐfú Guórén (385–388)
    - Spätere Liang: Lü Guang (386–400)

- Iberien (Kartlien)
  - König: Aspacur III. (380–394)

- Indien
  - Gupta-Reich
    - König: Chandragupta II. (375–415)

  - Kadamba
    - König: Bhagiratha (380–410)

  - Pallava
    - König: Vira Varman (385–400)

  - Vakataka
    - König: Rudrasena II. (380–390)

- Japan
  - Kaiser: Nintoku (313–399)

- Korea
  - Baekje
    - König: Jinsa (385–392)

  - Gaya
    - König: Isipum (346–407)

  - Goguryeo
    - König: Goguk-yang (384–391)

  - Silla
    - König: Naemul (356–402)

- Sassanidenreich
  - Schah (Großkönig): Schapur III. (383–388)

## Europa
- Römisches Reich
  - Kaiser im Westen: Valentinian II. (375–392)
  - Kaiser im Westen (als Usurpator): Magnus Maximus (383–388)
  - Kaiser im Osten: Theodosius I. (378–395)
    - Konsul: Valentinian II. (387)
    - Konsul: Eutropius (387)

## Religiöse Führer
- Papst: Siricius (384–399)